# Феррари, Гауденцио
Гауденцио Феррари (итал. Gaudenzio Ferrari) (1475, Вальдуджа, Пьемонт — 31 января 1546, Милан) — итальянский живописец и скульптор эпохи Высокого Возрождения ломбардской школы, леонардеск — ученик Леонардо да Винчи в Милане. Один из самых оригинальных мастеров ломбардского маньеризма.

## Биография и творчество
Гауденцио Феррари родился в Вальдудже, в Нижней Вальсезии (провинции Верчелли), в семье магистра Ланфранко и его жены из семьи Винчи (Винцио). Учился в Милане и Флоренции. По утверждению А. Н. Бенуа его учителями были Макрино д'Альба и Стефано Скотто. Феррари иногда подписывал свои произведения: «De Varalli» или «De Varalli vallis» («Житель Варалльской долины»), поскольку родился близ коммуны Варалло (Varallo) в Пьемонте и позднее там работал. Племянником Феррари был известный художник и теоретик маньеризма ломбардской школы Дж. П. Ломаццо.

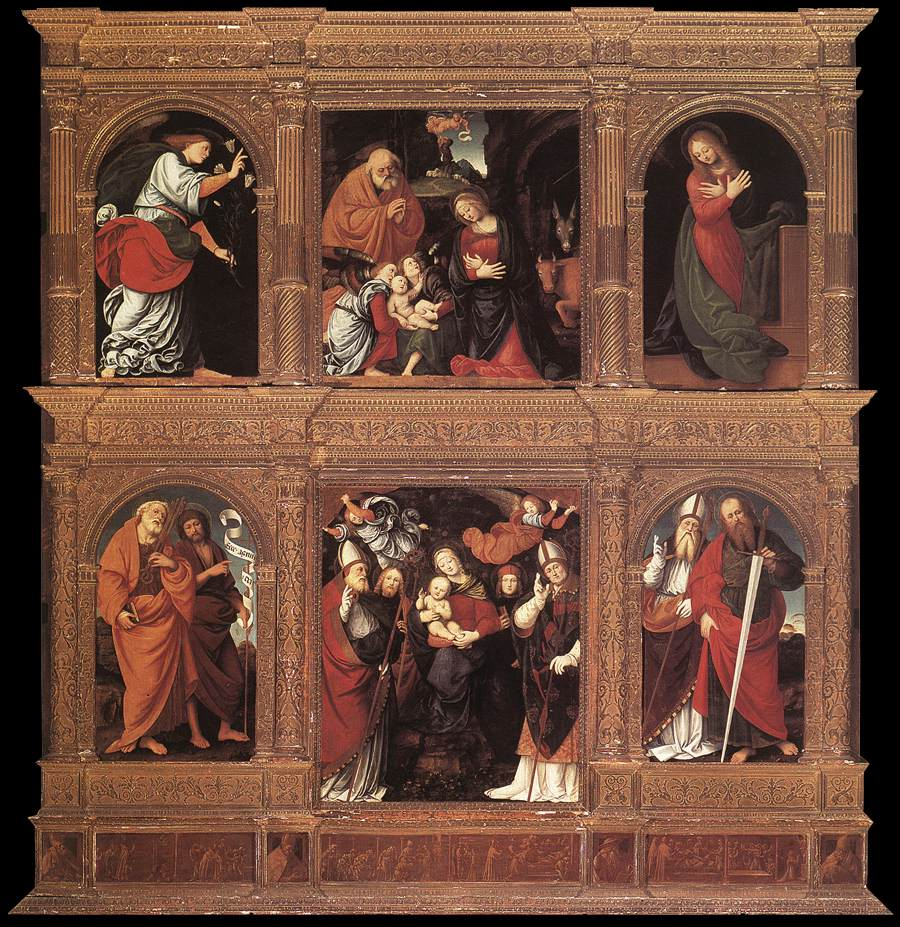
Полиптих Рождества. Между 1514 и 1521. Церковь Сан-Гауденцио, Новара

Гауденцио был женат дважды. От первого брака у него родились сын в 1509 году и дочь в 1512 году. В 1528 году он женился на Марии Маттиа делла Фоппа, которая умерла около 1540 года, вскоре после смерти сына.
Работал в Риме. Дружил с Рафаэлем. Феррари встречался в Милане в период 1490—1498 годов с Леонардо да Винчи и наблюдал за его работой над росписью «Тайная вечеря» в трапезной монастыря Санта-Мария делле Грацие. В живописных произведениях Феррари заметно влияние Леонардо да Винчи, Пьетро Перуджино, Корреджо, и ломбардских художников: Донато Браманте, Винченцо Фоппы, Брамантино, Бернардо Дзенале. Близким другом Феррари был «леонардеск» Бернардино Луини.
Формирование Феррари как художника связано со строительством и росписями Сантуарио Санта-Мария-делле-Грацие в Варалло и Сакро-Монте-ди-Варалло, где Феррари вместе с учеником и помощником Бернардино Ланино выполнил натуралистически расписанные статуи из дерева и терракоты. Он был главным создателем выдающегося паломнического ансамбля капелл францисканского монастыря Сакро-Монте, он отдал этому труду более десяти лет своей жизни. Исследователи отмечают, что Феррари были истинно религиозным живописцем, испытавшим влияние северо-итальянской и германской готики. В этом отношении его личность «настолько ярко выделяется среди итальянских художников того времени, что кажется естественным сделать вывод, что Гауденцио в молодости путешествовал по берегам Рейна и долго и глубоко погружался в его мистическую атмосферу».
Он выступал скульптором, живописцем и архитектором одновременно. Его дело продолжили ученик Бернардино Ланино и другие талантливые художники: Джулио Чезаре Луини, Галеаццо Алесси, Антонио д’Энрико, Фермо Стелла.
Последние работы — росписи и алтарные картины — художник выполнял в Комо и Милане. Отошёл от дел в 1536 году. Учеником Гауденцио был Джованни-Баттиста делла Черва. В городке Варалло установлен памятник художнику, а на доме, где он жил вместе с семьёй, — его бюст и памятная доска.
Произведения Гауденцио Феррари оказали влияние на Веронезе, об этом упомянул П. П. Муратов, посвятивший необычному художнику отдельный очерк в главе «Север» знаменитой книги «Образы Италии». Он писал о фрагментах фресок, последней работе Феррари, созданных в 1545 году для церкви Санта-Анна-делла-Паче в Милане и перенесённых в Пинакотеку Брера: «Мы видим здесь прозрачные, лёгкие лиловые тени, воздушность силуэта и рядом с этим чистые, с чрезвычайной смелостью сопоставленные краски, среди которых особенной, как бы даже болезненной интенсивностью отличается зелёный цвет… Эклектик, знавший и Рафаэля и Леонардо, не свободный от миланской женственной сладости, консервативный в своём несомненном благочестии, северянин Италии, почти германец в типах своих светловолосых святых и ангелов — таков Гауденцио Феррари европейских галерей и беглых итальянских впечатлений».
В Санкт-Петербургском Эрмитаже имеется картина Феррари «Встреча Иоакима и Анны», поступившая в музей в 1926 году из собрания П. С. Строганова.

## Галерея

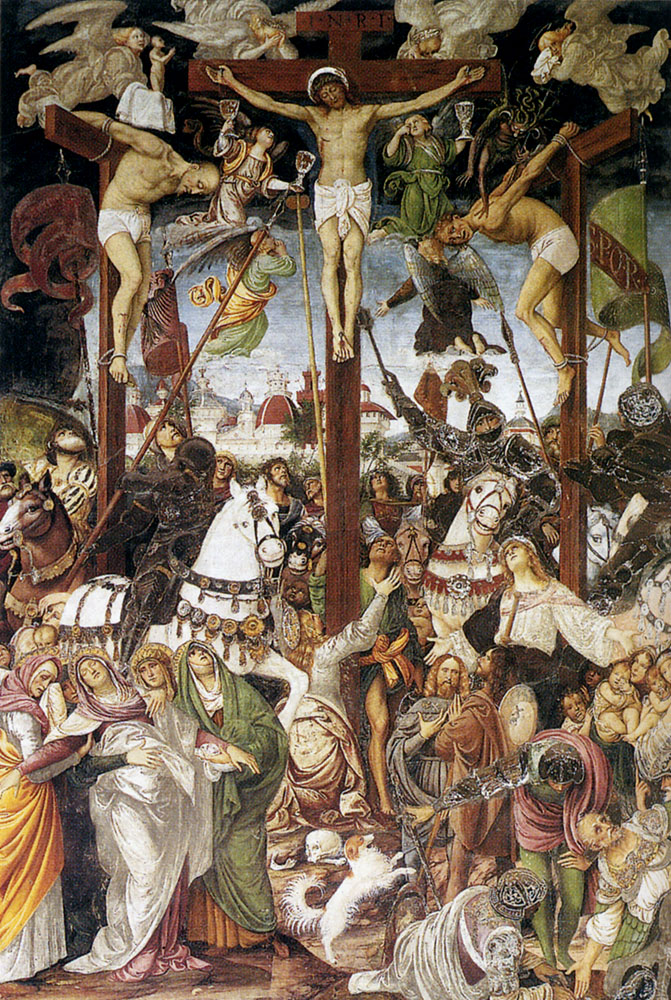
Распятие. 1513. Фреска церкви Санта-Мария-делле-Грацие в Варалло
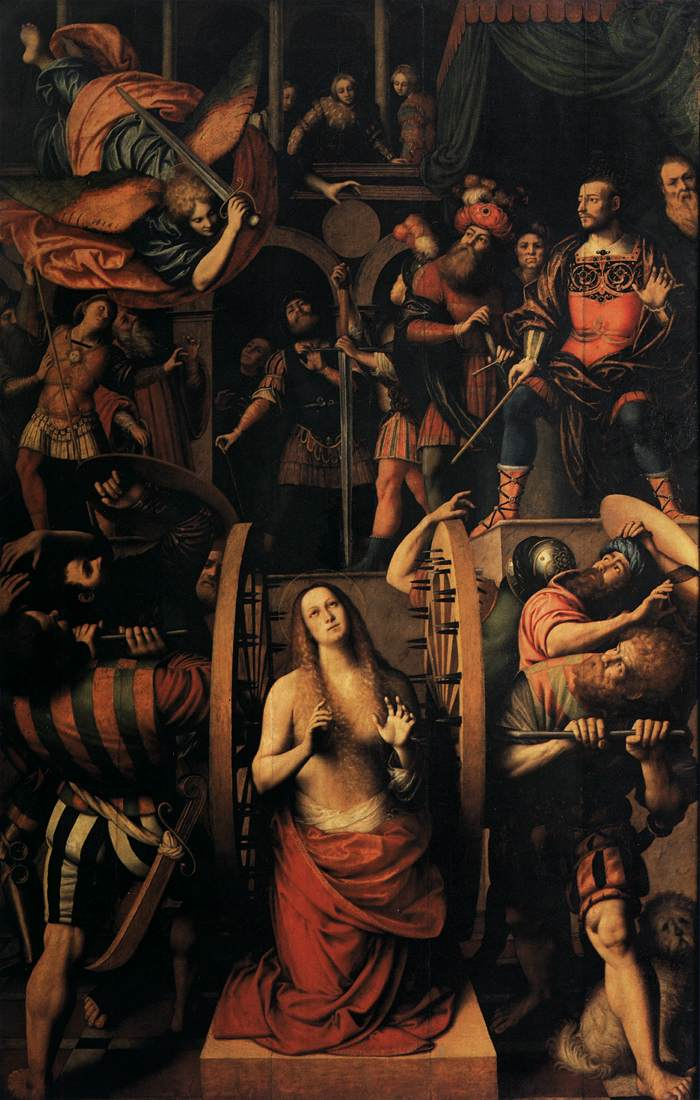
Мученичество святой Екатерины. 1541—1543. Дерево, масло. Пинакотека Брера, Милан
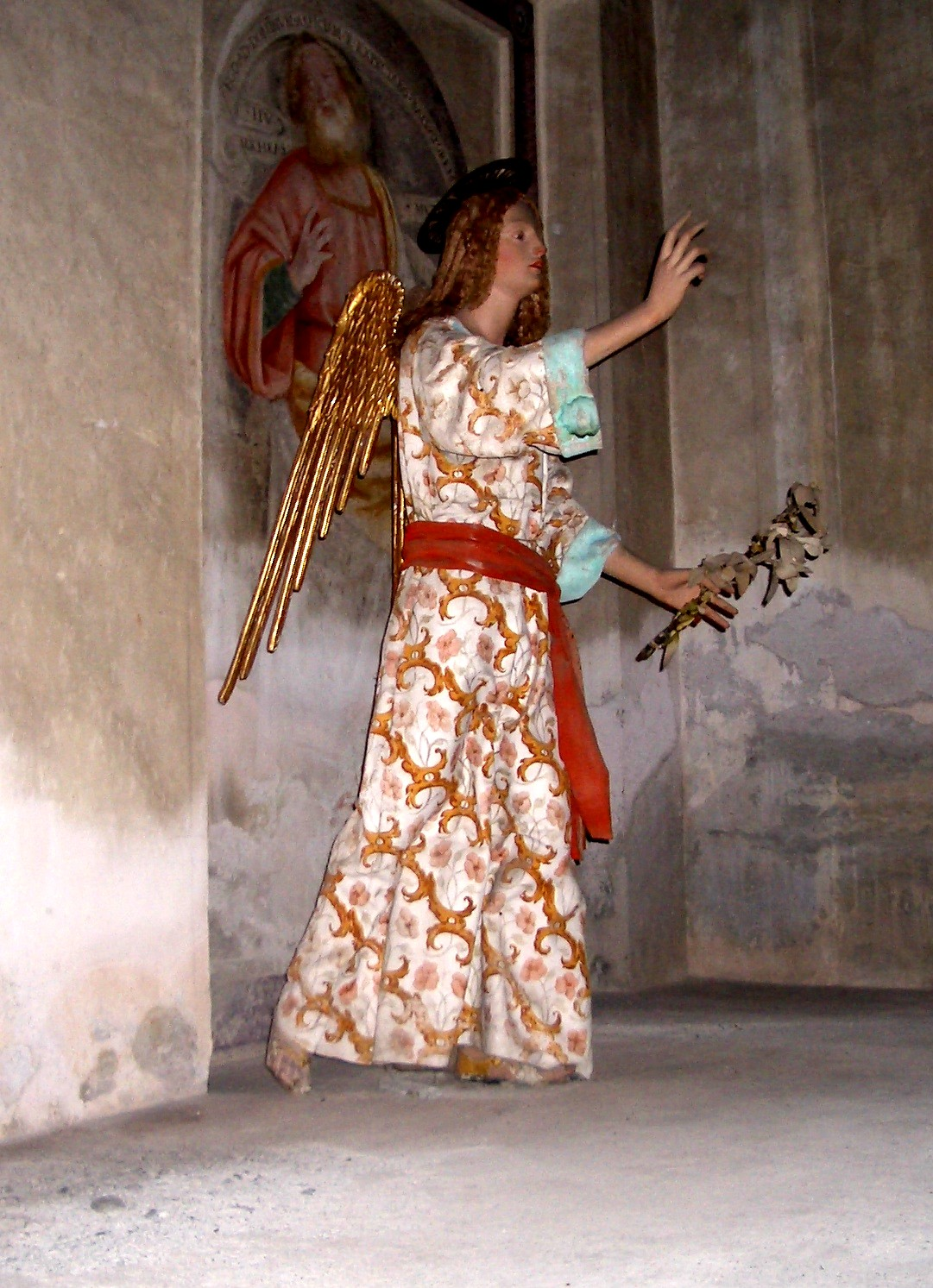
Ангел. Деталь композиции Благовещение Марии. Ок. 1510. Дерево, роспись. Капелла II. Сакро-Монте-ди-Варалло
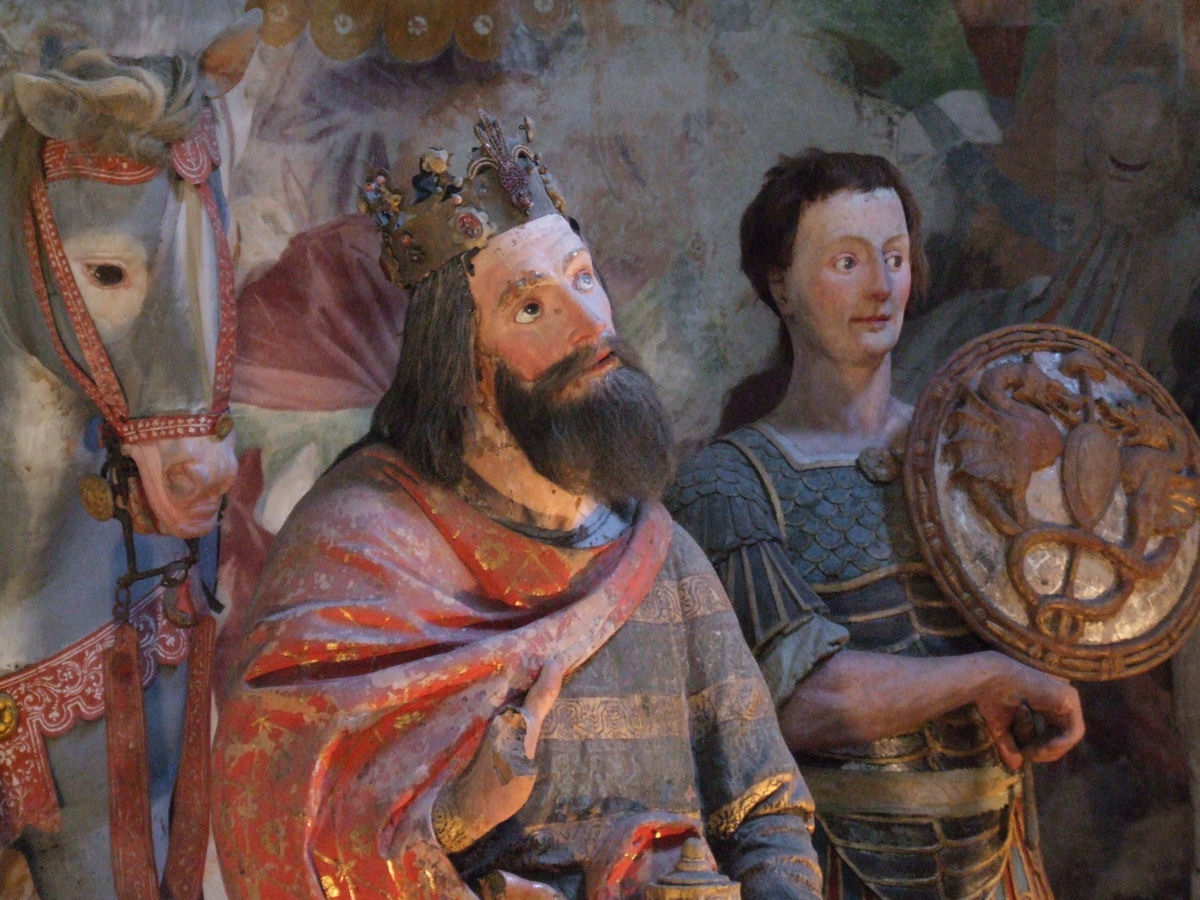
Прибытие волхвов. Ок. 1510. Дерево, роспись. Капелла II. Сакро-Монте-ди-Варалло
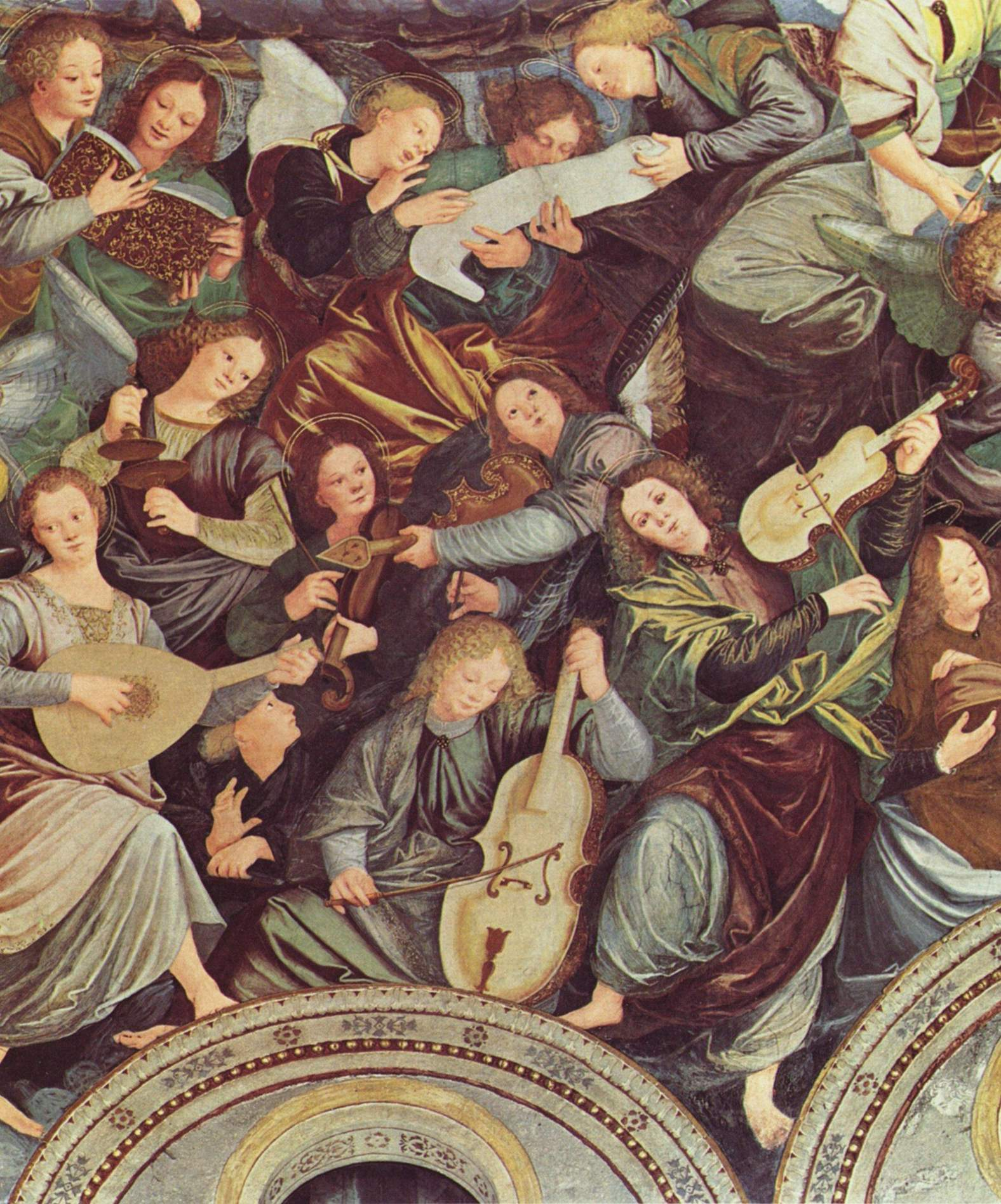
Концерт ангелов. 1530-1540. Фреска церкви Санта-Мария-деи-Мираколи, Саронно
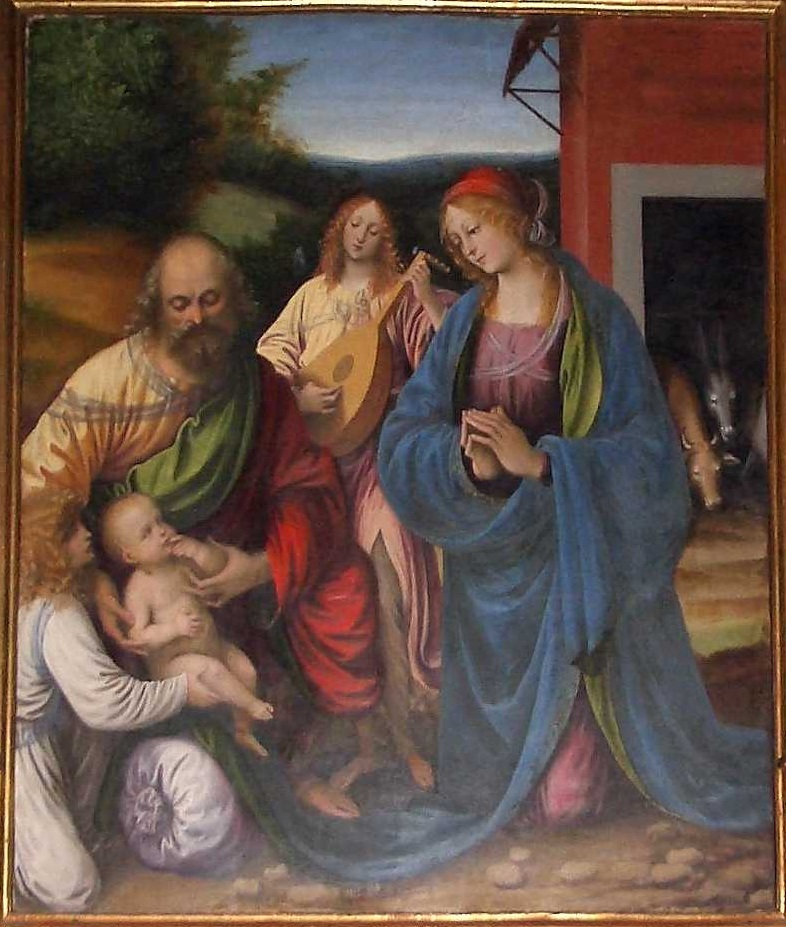
Рождество. Центральная часть «Полиптиха Ароны». Арона, Новара, Италия
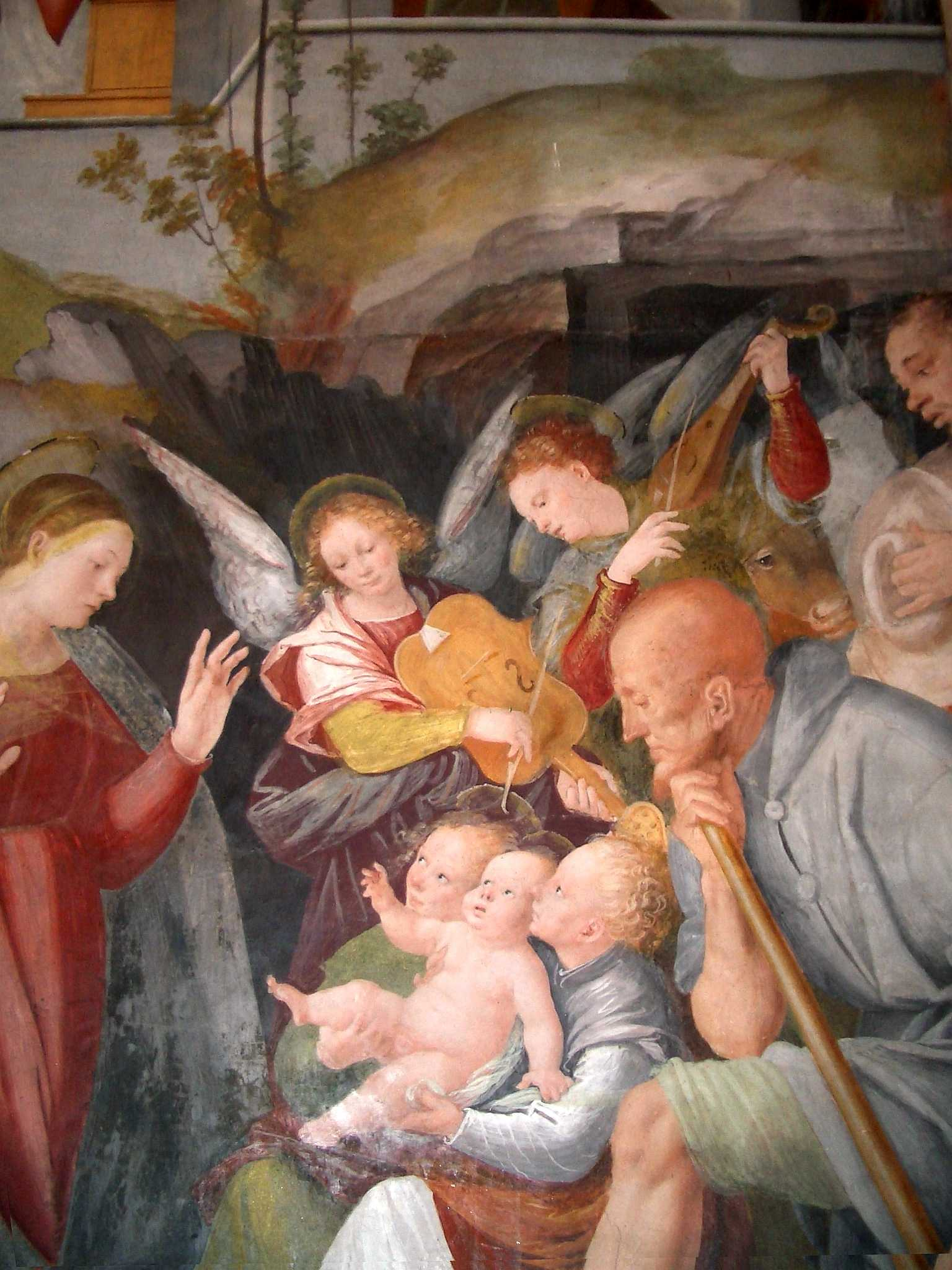
История Марии. Поклонение пастухов. Деталь фрески. 1533. Церковь Сан-Кристофоро, Верчелли
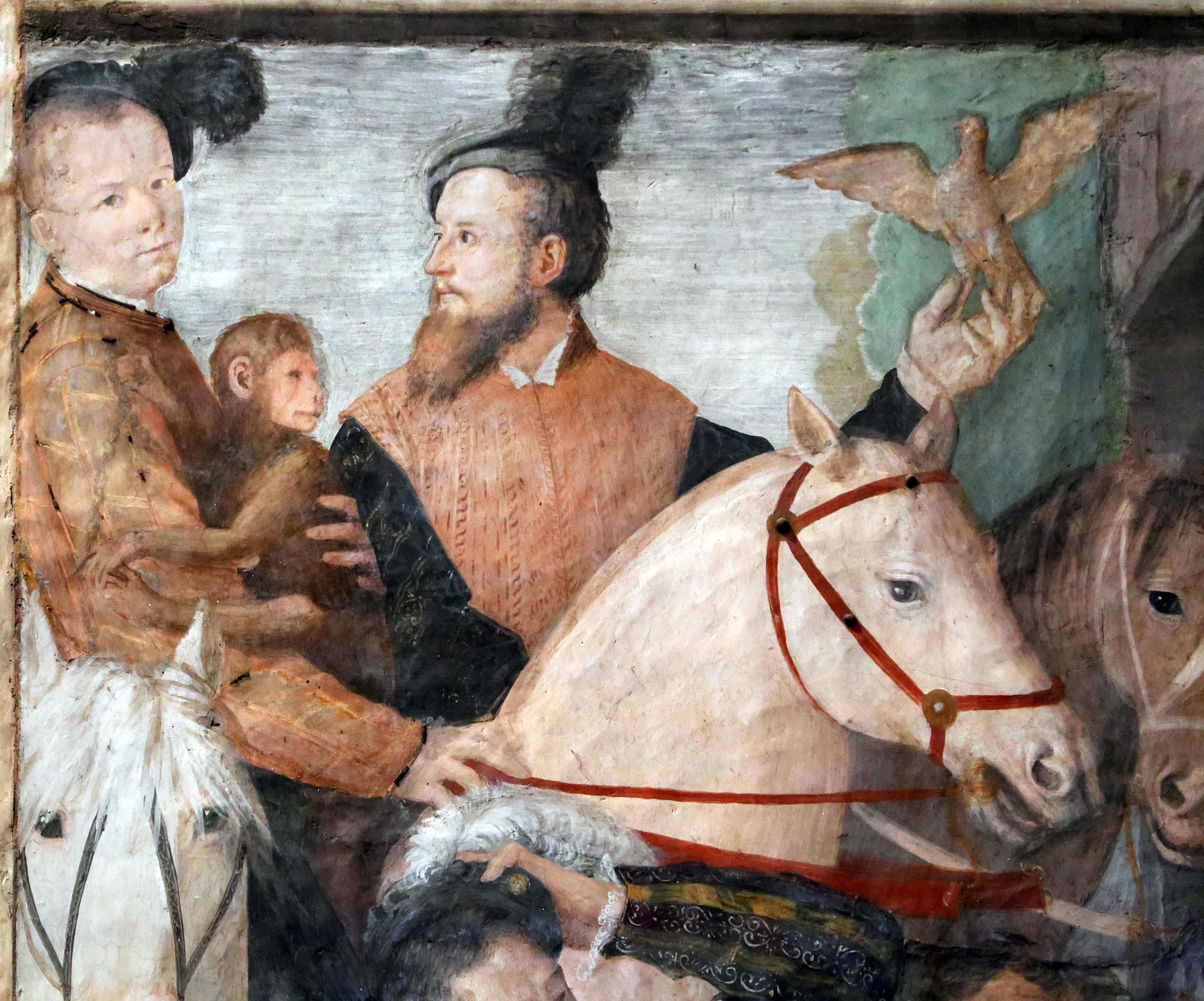
История Марии. Поклонение волхвов. Деталь фрески. 1533. Церковь Сан-Кристофоро, Верчелли